# Dawyd-Haradok

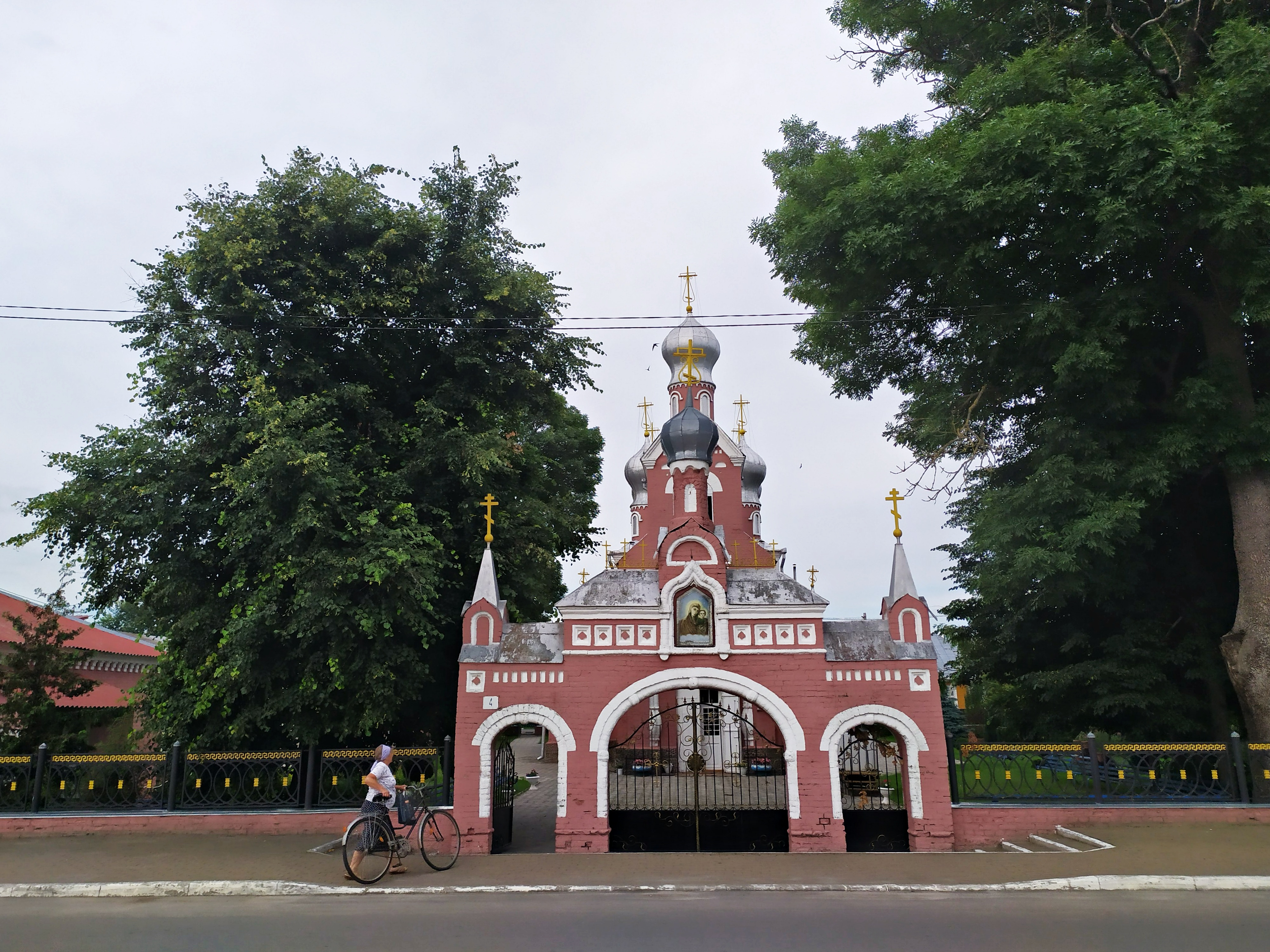
Orthodoxe Kirche in Dawyd-Haradok

Dawyd-Haradok (belarussisch Давыд-Гарадок, IPA: [daˈvɨd ɣaraˈdok]; russisch Давид-Городок; polnisch: Dawidgródek) ist eine Stadt in der Breszkaja Woblasz in Belarus. Im Jahr 2024 hatte sie 5715 Einwohner.

## Geschichte
Dawyd-Haradok gehörte zum Großfürstentum Litauen und war Teil der Woiwodschaft Brest-Litowsk. 1793 wurde David-Gorodok im Zuge der zweiten Teilung Polens vom Russischen Reich erworben.
Der Rigaer Frieden vom 18. März 1921 zwischen Polen auf der einen Seite und Sowjetrussland und der Sowjetukraine auf der anderen Seite definierte Dawyd-Haradok in der Zwischenkriegszeit als Teil Polens. Verwaltungsmäßig lag es in der Woiwodschaft Polesie.
Nach der gemeinsamen deutsch-sowjetischen Invasion Polens, die im September 1939 den Zweiten Weltkrieg auslöste, wurde das Dorf bis 1941 von der Sowjetunion besetzt. 1940 waren mehr als ein Drittel der Gesamtbevölkerung Juden, 4350 Juden. Die Stadt stand vom 7. Juli 1941 bis zum 9. Juli 1944 unter deutscher Besatzung. Am 10. August 1941 wurden 3000 Juden über 14 Jahren bei einer Massenhinrichtung ermordet, die von einer Einsatzgruppeneinheit, bestehend aus Deutschen und ihren Kollaborateuren, durchgeführt wurde.
Überlebende wurden in einem Ghetto eingesperrt, wo sie Zwangsarbeit verrichten mussten und unter harten Lebensbedingungen litten, viele starben. Am 10. September 1942 wurden 1263 verbliebene Bewohner des Ghettos, überwiegend Frauen und Kinder, ermordet. Etwa hundert von ihnen gelang die Flucht in den Wald.